# Edóbico
Edóbico (em latim: Edobichus; em grego: Ἐδόβιχος), segundo Sozomeno, Edóbinco (em grego: Ἐδόβιγχος), segundo Zósimo, ou Edobeco (em latim: Edobeccus; 411) segundo Gregório de Tours, foi um general do usurpador Constantino III. Embora fosse nativo da Britânia, segundo Zósimo seus ancestrais eram francos.

## Vida
após as mortes de Nebiogastes e Justiniano em 407, o usurpador Constantino III nomeou Edóbico e Gerôncio como seus mestres dos soldados (comandantes-em-chefe). Ao serem nomeados, forçaram Saro, o Godo, o general do imperador Honório (r. 395–423), a terminar seu cerco de Constantino em Valência e retirar-se à Itália. Gerôncio, porém, decidiu trair Constantino e em 409 proclamou Máximo como imperador na Hispânia. Na ocasião, ou em 411 quando Gerôncio atacou a Gália, Edóbico foi enviado além do Reno para conseguir ajuda dos francos e alamanos. Edóbico retornou com reforços e tentou aliviar Constantino, que estava cercado em Arles, mas foi derrotado por Constâncio e Úlfilas, fugiu para junto de seu amigo Ecdício e foi assassinado por ele. Ao ouvir de sua morte, Constantino se rendeu.